# Austin Film Critics Association
Die Austin Film Critics Association (Abk.: AFCA) ist eine Organisation von Filmkritikern aus dem US-amerikanischen Austin, im  Bundesstaat Texas. Sie vergibt seit den 2005 jährlich einen Filmpreis, den Austin Film Critics Association Award.
Ein Spezialpreis wird an Filme vergeben, die entweder in Austin gedreht wurden oder von einem Regisseur stammen, der aus Austin oder Umgebung kommt.

## Geschichte
Die Austin Film Critics Association wurde 2005 von den Filmkritikern Cole Dabney und Robert "Bobby" McCurdy gegründet. Sie hat heute (Stand: 2013) 25 Mitglieder
Die Gruppe nannte den Breakthrough Artist Award nach Bobby McCurdy, der 2010 beim Training in der Marinefliegerausbildung verstarb.

## Auszeichnungen
| Auszeichnungen                              | Auszeichnungen                       | Auszeichnungen                                       | Auszeichnungen                                     | Auszeichnungen                            | Auszeichnungen                          | Auszeichnungen                                         | Auszeichnungen |
| Jahr                                        | Bester Film                          | Bester Regisseur                                     | Bester Hauptdarsteller                             | Beste Hauptdarstellerin                   | Bester Nebendarsteller                  | Beste Nebendarstellerin                                |                |
| ------------------------------------------- | ------------------------------------ | ---------------------------------------------------- | -------------------------------------------------- | ----------------------------------------- | --------------------------------------- | ------------------------------------------------------ | -------------- |
| Austin Film Critics Association Awards 2005 | L.A. Crash                           | Paul Haggis L.A. Crash                               | Philip Seymour Hoffman Capote                      | Reese Witherspoon Walk the Line           | William Hurt A History of Violence      | Laura Linney Der Tintenfisch und der Wal               |                |
| Austin Film Critics Association Awards 2006 | Flug 93                              | Alfonso Cuarón Children of Men                       | Leonardo DiCaprio Departed – Unter Feinden         | Elliot Page Hard Candy                    | Jack Nicholson Departed – Unter Feinden | Rinko Kikuchi Babel                                    |                |
| Austin Film Critics Association Awards 2007 | There Will Be Blood                  | Paul Thomas Anderson There Will Be Blood             | Daniel Day-Lewis There Will Be Blood               | Elliot Page Juno                          | Javier Bardem No Country for Old Men    | Allison Janney Juno                                    |                |
| Austin Film Critics Association Awards 2008 | The Dark Knight                      | Christopher Nolan The Dark Knight                    | Sean Penn Milk                                     | Anne Hathaway Rachels Hochzeit            | Heath Ledger The Dark Knight            | Taraji P. Henson Der seltsame Fall des Benjamin Button |                |
| Austin Film Critics Association Awards 2009 | Tödliches Kommando – The Hurt Locker | Kathryn Bigelow Tödliches Kommando – The Hurt Locker | Colin Firth A Single Man                           | Mélanie Laurent Inglourious Basterds      | Christoph Waltz Inglourious Basterds    | Anna Kendrick Up in the Air                            |                |
| Austin Film Critics Association Awards 2010 | Black Swan                           | Darren Aronofsky Black Swan                          | Colin Firth The King’s Speech                      | Natalie Portman Black Swan                | Christian Bale The Fighter              | Hailee Steinfeld True Grit                             |                |
| Austin Film Critics Association Awards 2011 | Hugo Cabret                          | Nicolas Winding Refn Drive                           | Michael Shannon Take Shelter – Ein Sturm zieht auf | Tilda Swinton We Need to Talk about Kevin | Albert Brooks Drive                     | Jessica Chastain Take Shelter – Ein Sturm zieht auf    |                |
| Austin Film Critics Association Awards 2012 | Zero Dark Thirty                     | Paul Thomas Anderson The Master                      | Joaquin Phoenix The Master                         | Jennifer Lawrence Silver Linings          | Christoph Waltz Django Unchained        | Anne Hathaway Les Misérables                           |                |
| Austin Film Critics Association Awards 2013 | Her                                  | Alfonso Cuarón Gravity                               | Chiwetel Ejiofor 12 Years a Slave                  | Brie Larson Short Term 12                 | Jared Leto Dallas Buyers Club           | Lupita Nyong’o 12 Years a Slave                        |                |

### Mehrfache Preisträger

#### Filme mit mehrfachen Auszeichnungen
- 5 Auszeichnungen:
  - There Will Be Blood (2007): Bester Film, Bester Regisseur, Bester Schauspieler, Beste Kamera, Bestes Originaldrehbuch
  - The Dark Knight (2008): Bester Film, Bester Regisseur, Bester Nebendarsteller, Bestes Originaldrehbuch, Bestes adaptiertes Drehbuch
  - Black Swan (2010): Bester Film, Bester Regisseur, Beste Schauspielerin, Bestes Originaldrehbuch, Beste Kamera
- 4 Auszeichnungen:
  - Juno (2007): Beste Schauspielerin, Beste Nebendarstellerin, Bestes Originaldrehbuch, Breakthrough Artist Award
  - Take Shelter – Ein Sturm zieht auf - (2011): Bester Schauspieler, Beste Nebendarstellerin, Austin Film Award, Breakthrough Artist Award
- 3 Auszeichnungen:
  - Tödliches Kommando – The Hurt Locker - (2009): Bester Film, Bester Regisseur, Beste Kamera
  - Inglourious Basterds - (2009): Beste Schauspielerin, Bester Nebendarsteller, Bestes Originaldrehbuch
  - The Master - (2012): Bester Regisseur, Bester Schauspieler, Beste Kamera
- 2 Auszeichnungen:
  - L.A. Crash (2005): Bester Film, Bester Regisseur
  - Hustle & Flow (2005): Breakthrough Artist Award, Bestes Erstlingswerk
  - Sin City (2005): Bester Animierter Film, Austin Film Award
  - Rachels Hochzeit (2006): Bester Schauspieler, Bester Nebendarsteller
  - Children of Men (2006): Bester Regisseur, Beste Kamera
  - Pans Labyrinth (2006): Bester ausländischer Film, Bestes Originaldrehbuch
  - No Country for Old Men (2007): Bester Nebendarsteller, Bestes adaptiertes Drehbuch
  - Up in the Air (2009): - Beste Nebendarstellerin, Bestes adaptiertes Drehbuch
  - Ich & Orson Welles (2009): Breakthrough Artist Award, Austin Film Award
  - Drive - (2011): Bester Regisseur, Bester Nebendarsteller
  - Beasts of the Southern Wild - (2012): Bestes Erstlingswerk, Breakthrough Artist Award

#### Preisträger mit zwei oder mehr Auszeichnungen
- 3 Auszeichnungen:
  - Robert Rodriguez - Bester Austin Film: Sin City (2005), Grindhouse (2007); Bester Animierter Film: Sin City (2005)
  - Richard Linklater - Bester Austin Film: A Scanner Darkly – Der dunkle Schirm (2006), Ich & Orson Welles (2009), Bernie – Leichen pflastern seinen Weg (2012)

- 2 Auszeichnungen:
  - Drehbuchautoren/Regisseure
    - Alfonso Cuarón: - Bester Regisseur, Bestes adaptiertes Drehbuch: Children of Men (2006)
    - Quentin Tarantino - Bestes Originaldrehbuch: Inglourious Basterds (2009), Best Austin Film: Grindhouse (2007)
    - Rian Johnson: - Bester erster Film: Brick (2005); Bestes Originaldrehbuch: Looper (2012)

  - Darsteller(innen)
    - Anne Hathaway - Beste Schauspielerin: Rachels Hochzeit (2008), Beste Nebendarstellerin: Les Miserables (2012)
    - Christoph Waltz: - Bester Nebendarsteller: Inglourious Basterds (2009), Django Unchained (2012)
    - Colin Firth: - Bester Schauspieler: A Single Man (2009), The King’s Speech (2010)
    - Elliot Page[3]: - Beste Schauspielerin: Hard Candy (2006), Juno (2007)
    - Jessica Chastain: - Beste Nebendarstellerin Take Shelter – Ein Sturm zieht auf (2011), Bester Durchbruch Take Shelter – Ein Sturm zieht auf, The Help, Eine offene Rechnung & The Tree of Life (2011)

## Top 10 Filme des Jahrzehnts (2000er)
1. Vergiss mein nicht! (2004)
2. There Will Be Blood (2007)
3. Der Herr der Ringe (Filmtrilogie) (2001–2003)
4. The Dark Knight (2008)
5. Requiem for a Dream (2000)
6. Kill Bill (2003/2004)
7. No Country for Old Men (2007)
8. Die Unglaublichen – The Incredibles (2004)
9. Children of Men (2006)
10. Memento (2000) und Departed – Unter Feinden (2006)[4]